# Joachim Wigelius
Joachim Wigelius, född 9 juli 1962 i Helsingfors, är en finländsk skådespelare. 

## Biografi
Wigelius studerade 1981–1985 vid Teaterhögskolan i Helsingfors och inledde därefter en frilansperiod som Pozzo i den av Joakim Groth regisserade uppsättningen I väntan på Godot på nygrundade Teater Mars. År 1989 samarbetade han igen med Teater Mars och Joakim Groth, i den bitvis hysteriskt roliga versionen av Anton Tjechovs Måsen, i vilken han gjorde Treplev, och medverkade i Skolteaterns charmfulla Tistou, pojken med de gröna fingrarna. Efter sex år som frilans anställdes han vid Åbo Svenska Teater 1991, där han med framgång utvecklade sina komiska talanger i bland annat succémusikalen La cage aux folles. I känsloskalans andra ända fanns sedan de demoniska rollerna som konferencieren i Cabaret och som den onde Stavrogin i Fjodor Dostojevskijs Onda andar. Wigelius är musikalisk med god sångröst, hans sista roll på Åbo Svenska Teater var Higgins i My Fair Lady. 
I mitten av 1990-talet fick Wigelius anställning på Lilla Teatern, där han har haft roller av alla de slag, bland annat som terroristen Jevno Azef i Bengt Ahlfors musikal Rysk rulett (1996), som Andrej i Tjechovs Tre systrar (2004) och som en underdånig äkta man år 1945, ett fosterländskt familjedrama (2005). År 2006 gjorde han suveränt ett antal irländska original i pjäsen Mamma betalar. Han hade detta år också en roll på stadsteaterns lilla scen, i pjäsen Matkalla Porkkalaan, där han gjorde Savonenkov, Zjdanovs närmaste man. 